# Diaspore (botanique)
Pour les articles homonymes, voir Diaspore.
Une diaspore, ou disséminule (on parle aussi de propagule) est un élément qui permet d'accomplir la dissémination d'une espèce végétale par :
- reproduction sexuée ;
- dispersion des graines ;
- multiplication asexuée.

Pour être invasive ou envahissante, une plante doit avoir une bonne dispersion de ses diaspores, c'est l'un des critères qui peut faire classer une plante comme potentiellement invasive.

## Exemples
Bouture, rhizome, graine, spore, etc.

## Les vecteurs de dispersion
- Anémochorie : dispersion des diaspores par le vent.
- Hydrochorie : dispersion des diaspores par l'eau (par les gouttes de pluie qui ouvrent le fruit en tombant dessus : ombrahydrochorie ; par les courants d'eau : nautochorie)
- Zoochorie (épizoochorie, endozoochorie, dyszoochorie) : dispersion des diaspores par les animaux.
- Barochorie : dispersion des diaspores sous l’effet de la gravité (du grec baros=poids).
- Anthropochorie : dispersion des diaspores par l'homme, de manière  intentionnelle (introduction le plus souvent pour des raisons agricoles ou ornementales) ou  involontaire (par véhicules, semelles, transports de marchandises, etc.).
- Autochorie : éjection des diaspores par la plante (ex : gousses de Fabaceae, gui).
- Géochorie : la plante enterre elle-même ses graines dans le sol (ex : arachide).